# Xã Goose Lake, Quận Charles Mix, South Dakota
Xã Goose Lake (tiếng Anh: Goose Lake Township) là một xã thuộc quận Charles Mix, tiểu bang Nam Dakota, Hoa Kỳ. Năm 2010, dân số của xã này là 145 người.